# Polemon neuwiedi
Polemon neuwiedi är en ormart som beskrevs av Jan 1858. Polemon neuwiedi ingår i släktet Polemon och familjen Atractaspididae. Inga underarter finns listade i Catalogue of Life.
Denna orm förekommer i västra Afrika från södra Mali, sydvästra Burkina Faso och östra Elfenbenskusten till västra Nigeria. Arten lever i låglandet och i kulliga områden upp till 500 meter över havet. Individerna vistas i fuktiga savanner och skogar. Polemon neuwiedi gräver i lövskiktet och i det översta jordlagret. Den har ett giftigt bett. Honor lägger ägg.
För beståndet är inga hot kända. Hela populationen anses vara stor. IUCN listar arten som livskraftig (LC).